# Systematisk lista över språk
I den här listan visas de viktigaste språkfamiljerna som världens språk inordnas i.  De familjer som finns med här är alla någorlunda välbelagda och vedertagna. Det finns en mångfald hypoteser om hur dessa familjer är släkt med varandra, men ingen konsensus råder bland lingvister om sådana omstridda större grupperingar.  I slutet av listan finns några omstridda förslag.

## Några större språkfamiljer
| Germanska språk |
| --- |
| - Nordgermanska språk - Västnordiska språk - Färöiska - Isländska - Norska - Östnordiska språk - Danska - Svenska - Västgermanska språk - Afrikaans - Engelska - Flamländska - Frisiska - Nederländska - Lågskotska - Tyska - Jiddisch - Schwyzerdütsch - Östgermanska språk - Burgundiska - Gotiska - Vandaliska |

| Italiska språk |
| --- |
| - Romanska språk - Asturiska - Franska - Galiciska - Italienska - Katalanska - Occitanska - Portugisiska - Provencalska - Rumänska - Rätoromanska - Sardiska - Spanska (Kastilianska) |

| Keltiska språk |
| --- |
| - Brythonska - Bretonska - Korniska - Kymriska - Gaeliska språk (även Goideliska) - Iriska - Manx - Skotsk gaeliska |

| Grekiska språk                                           |
| -------------------------------------------------------- |
| - Attiska språk - Klassisk grekiska - Koiné - Nygrekiska |

| Germanska språk |
| --- |
| - Nordgermanska språk - Västnordiska språk - Färöiska - Isländska - Norska - Östnordiska språk - Danska - Svenska - Västgermanska språk - Afrikaans - Engelska - Flamländska - Frisiska - Nederländska - Lågskotska - Tyska - Jiddisch - Schwyzerdütsch - Östgermanska språk - Burgundiska - Gotiska - Vandaliska |

| Italiska språk |
| --- |
| - Romanska språk - Asturiska - Franska - Galiciska - Italienska - Katalanska - Occitanska - Portugisiska - Provencalska - Rumänska - Rätoromanska - Sardiska - Spanska (Kastilianska) |

| Keltiska språk |
| --- |
| - Brythonska - Bretonska - Korniska - Kymriska - Gaeliska språk (även Goideliska) - Iriska - Manx - Skotsk gaeliska |

| Grekiska språk                                           |
| -------------------------------------------------------- |
| - Attiska språk - Klassisk grekiska - Koiné - Nygrekiska |

| Baltoslaviska språk |
| --- |
| - Baltiska språk - Västbaltiska språk - Prusiska - Östbaltiska språk - Lettiska - Litauiska - Slaviska språk - Sydslaviska språk - Bulgariska språk - Bulgariska - Makedonska - Serbokroatiska språk - Bosniska - Kroatiska - Serbiska - Slovenska - Västslaviska språk - Polska - Slovakiska - Sorbiska - Tjeckiska - Östslaviska språk - Ryska - Ukrainska - Vitryska |

| Indoiranska språk |
| --- |
| - Indoariska språk - Centrala indoariska språk - Gujarati - Punjabi - Pashto - Rajasthani - Romani - Västhindi - Östliga indoariska språk - Bengali-Assamese - Assamesiska - Bengali - Bihari - Oriya - Nordvästliga indoariska språk - Sindhi - Singalesisk-maldiviska språk - Singalesiska - Maldiviska - Sanskrit - Prakrit - Pali - Sydliga indoariska språk - Konkani - Marathi - Iranska språk - - Persiska - Kurdiska - Dari - Tati - Gilaki |

| Baltoslaviska språk |
| --- |
| - Baltiska språk - Västbaltiska språk - Prusiska - Östbaltiska språk - Lettiska - Litauiska - Slaviska språk - Sydslaviska språk - Bulgariska språk - Bulgariska - Makedonska - Serbokroatiska språk - Bosniska - Kroatiska - Serbiska - Slovenska - Västslaviska språk - Polska - Slovakiska - Sorbiska - Tjeckiska - Östslaviska språk - Ryska - Ukrainska - Vitryska |

| Indoiranska språk |
| --- |
| - Indoariska språk - Centrala indoariska språk - Gujarati - Punjabi - Pashto - Rajasthani - Romani - Västhindi - Östliga indoariska språk - Bengali-Assamese - Assamesiska - Bengali - Bihari - Oriya - Nordvästliga indoariska språk - Sindhi - Singalesisk-maldiviska språk - Singalesiska - Maldiviska - Sanskrit - Prakrit - Pali - Sydliga indoariska språk - Konkani - Marathi - Iranska språk - - Persiska - Kurdiska - Dari - Tati - Gilaki |

| Germanska språk |
| --- |
| - Nordgermanska språk - Västnordiska språk - Färöiska - Isländska - Norska - Östnordiska språk - Danska - Svenska - Västgermanska språk - Afrikaans - Engelska - Flamländska - Frisiska - Nederländska - Lågskotska - Tyska - Jiddisch - Schwyzerdütsch - Östgermanska språk - Burgundiska - Gotiska - Vandaliska |

| Italiska språk |
| --- |
| - Romanska språk - Asturiska - Franska - Galiciska - Italienska - Katalanska - Occitanska - Portugisiska - Provencalska - Rumänska - Rätoromanska - Sardiska - Spanska (Kastilianska) |

| Keltiska språk |
| --- |
| - Brythonska - Bretonska - Korniska - Kymriska - Gaeliska språk (även Goideliska) - Iriska - Manx - Skotsk gaeliska |

| Grekiska språk                                           |
| -------------------------------------------------------- |
| - Attiska språk - Klassisk grekiska - Koiné - Nygrekiska |

| Germanska språk |
| --- |
| - Nordgermanska språk - Västnordiska språk - Färöiska - Isländska - Norska - Östnordiska språk - Danska - Svenska - Västgermanska språk - Afrikaans - Engelska - Flamländska - Frisiska - Nederländska - Lågskotska - Tyska - Jiddisch - Schwyzerdütsch - Östgermanska språk - Burgundiska - Gotiska - Vandaliska |

| Italiska språk |
| --- |
| - Romanska språk - Asturiska - Franska - Galiciska - Italienska - Katalanska - Occitanska - Portugisiska - Provencalska - Rumänska - Rätoromanska - Sardiska - Spanska (Kastilianska) |

| Keltiska språk |
| --- |
| - Brythonska - Bretonska - Korniska - Kymriska - Gaeliska språk (även Goideliska) - Iriska - Manx - Skotsk gaeliska |

| Grekiska språk                                           |
| -------------------------------------------------------- |
| - Attiska språk - Klassisk grekiska - Koiné - Nygrekiska |

| Baltoslaviska språk |
| --- |
| - Baltiska språk - Västbaltiska språk - Prusiska - Östbaltiska språk - Lettiska - Litauiska - Slaviska språk - Sydslaviska språk - Bulgariska språk - Bulgariska - Makedonska - Serbokroatiska språk - Bosniska - Kroatiska - Serbiska - Slovenska - Västslaviska språk - Polska - Slovakiska - Sorbiska - Tjeckiska - Östslaviska språk - Ryska - Ukrainska - Vitryska |

| Indoiranska språk |
| --- |
| - Indoariska språk - Centrala indoariska språk - Gujarati - Punjabi - Pashto - Rajasthani - Romani - Västhindi - Östliga indoariska språk - Bengali-Assamese - Assamesiska - Bengali - Bihari - Oriya - Nordvästliga indoariska språk - Sindhi - Singalesisk-maldiviska språk - Singalesiska - Maldiviska - Sanskrit - Prakrit - Pali - Sydliga indoariska språk - Konkani - Marathi - Iranska språk - - Persiska - Kurdiska - Dari - Tati - Gilaki |

| Baltoslaviska språk |
| --- |
| - Baltiska språk - Västbaltiska språk - Prusiska - Östbaltiska språk - Lettiska - Litauiska - Slaviska språk - Sydslaviska språk - Bulgariska språk - Bulgariska - Makedonska - Serbokroatiska språk - Bosniska - Kroatiska - Serbiska - Slovenska - Västslaviska språk - Polska - Slovakiska - Sorbiska - Tjeckiska - Östslaviska språk - Ryska - Ukrainska - Vitryska |

| Indoiranska språk |
| --- |
| - Indoariska språk - Centrala indoariska språk - Gujarati - Punjabi - Pashto - Rajasthani - Romani - Västhindi - Östliga indoariska språk - Bengali-Assamese - Assamesiska - Bengali - Bihari - Oriya - Nordvästliga indoariska språk - Sindhi - Singalesisk-maldiviska språk - Singalesiska - Maldiviska - Sanskrit - Prakrit - Pali - Sydliga indoariska språk - Konkani - Marathi - Iranska språk - - Persiska - Kurdiska - Dari - Tati - Gilaki |

| Nordöstkaukasiska språk                                                                    |
| ------------------------------------------------------------------------------------------ |
| - Nach - Bats - Ingusjiska - Tjetjenska - Dagestanspråk - Avariska - Lezginska - darginska |

| Nordvästkaukasiska språk                                       |
| -------------------------------------------------------------- |
| - Abazinska - Abchaziska - Adygeiska - Kabardinska - Ubychiska |

| Sydkaukasiska språk (Kartveliska språk) |
| --------------------------------------- |
| - Georgiska - Svanetiska                |

| Nordöstkaukasiska språk                                                                    |
| ------------------------------------------------------------------------------------------ |
| - Nach - Bats - Ingusjiska - Tjetjenska - Dagestanspråk - Avariska - Lezginska - darginska |

| Nordvästkaukasiska språk                                       |
| -------------------------------------------------------------- |
| - Abazinska - Abchaziska - Adygeiska - Kabardinska - Ubychiska |

| Sydkaukasiska språk (Kartveliska språk) |
| --------------------------------------- |
| - Georgiska - Svanetiska                |

| Finsk-ugriska språk |
| --- |
| - Finsk-permiska språk - Östersjöfinska språk - Estniska - sydestniska - võro - setu - Finska - Meänkieli (tornedalsfinska) - gällivarefinska - torneälvdalsfinska - kväniska - ingermanlandsfinska - ingriska - karelska - livvi - tverkarelska - liviska - vepsiska - votiska - Volgafinska språk - Mariska Varieteter: Ängsmari och bergsmari. - Mordvinska språk - erzya - moksja - Permiska språk - udmurtiska (votjakiska) - komi Varieteter: Syrjänska och permjakiska. - Samiska - Västsamiska - lulesamiska - nordsamiska - pitesamiska - Sydsamiska språk - sydsamiska - umesamiska - Östsamiska - akkalasamiska - enaresamiska - kajanasamiska (kainuusamiska)) - kildinsamiska - skoltsamiska - tersamiska - Ugriska språk - Ungerska - Ob-ugriska språk - mansiska (ostjakiska) - chantiska (voguliska) |

| Samojediska språk |
| --- |
| - Nordsamojediska - entsiska (jenisejsamojediska) - skogsentsiska - tundraentsiska - nentsiska (jurakiska) - nganasaniska (tavgisamojediska) - Sydsamojediska - kamassiska - selkupiska (ostjaksamojediska) |

| Finsk-ugriska språk |
| --- |
| - Finsk-permiska språk - Östersjöfinska språk - Estniska - sydestniska - võro - setu - Finska - Meänkieli (tornedalsfinska) - gällivarefinska - torneälvdalsfinska - kväniska - ingermanlandsfinska - ingriska - karelska - livvi - tverkarelska - liviska - vepsiska - votiska - Volgafinska språk - Mariska Varieteter: Ängsmari och bergsmari. - Mordvinska språk - erzya - moksja - Permiska språk - udmurtiska (votjakiska) - komi Varieteter: Syrjänska och permjakiska. - Samiska - Västsamiska - lulesamiska - nordsamiska - pitesamiska - Sydsamiska språk - sydsamiska - umesamiska - Östsamiska - akkalasamiska - enaresamiska - kajanasamiska (kainuusamiska)) - kildinsamiska - skoltsamiska - tersamiska - Ugriska språk - Ungerska - Ob-ugriska språk - mansiska (ostjakiska) - chantiska (voguliska) |

| Samojediska språk |
| --- |
| - Nordsamojediska - entsiska (jenisejsamojediska) - skogsentsiska - tundraentsiska - nentsiska (jurakiska) - nganasaniska (tavgisamojediska) - Sydsamojediska - kamassiska - selkupiska (ostjaksamojediska) |

| Mongoliska språk |
| ---------------- |
| - Mongoliska     |

| Tungusiska språk |
| ---------------- |
|                  |

| Turkiska språk |
| --- |
| - Sydvästturkiska språk - Azeriska språk (azerbajdzjanska) - Nordazeriska - Sydazeriska - Turkiska - Turkmeniska - Nordvästturkiska språk - Kazakiska - Kirgiziska - Tatariska - Östturkiska språk - Uzbekiska - Uiguriska |

| Omstridda medlemmar                                               |
| ----------------------------------------------------------------- |
| - Japanska (omtvistat) - Koreanska (omtvistat) - Ainu (omtvistat) |

| Mongoliska språk |
| ---------------- |
| - Mongoliska     |

| Tungusiska språk |
| ---------------- |
|                  |

| Turkiska språk |
| --- |
| - Sydvästturkiska språk - Azeriska språk (azerbajdzjanska) - Nordazeriska - Sydazeriska - Turkiska - Turkmeniska - Nordvästturkiska språk - Kazakiska - Kirgiziska - Tatariska - Östturkiska språk - Uzbekiska - Uiguriska |

| Omstridda medlemmar                                               |
| ----------------------------------------------------------------- |
| - Japanska (omtvistat) - Koreanska (omtvistat) - Ainu (omtvistat) |

| Sinitiska språk |
| --------------- |
| - Kinesiska     |

| Tibetoburmanska språk                                                                                                  |
| --- |
| - Yipho-burmanska språk - Burmanska språk - Nordliga yipho-språk - Centrala yipho-språk - Sydliga yipho-språk - Meitei |

| Sinitiska språk |
| --------------- |
| - Kinesiska     |

| Tibetoburmanska språk                                                                                                  |
| --- |
| - Yipho-burmanska språk - Burmanska språk - Nordliga yipho-språk - Centrala yipho-språk - Sydliga yipho-språk - Meitei |

| Centraldravidiska språk       |
| ----------------------------- |
| - Kolami-Naiki - Parji-Gadaba |

| Norddravidiska språk                                                       |
| -------------------------------------------------------------------------- |
| - Brahvi - Kumarbhag Paharia - Indisk Kurux - Nepalikurux - Sauria paharia |

| Sydliga centraldravidiska språk |
| --- |
| - Telugu - Manna-Dora - Chenchu - Savara - Telugu - Waddar - Gond-Kui - Gond - Abujmaria - Dandamimaria - Östmuria - Extremvästlig Muria - Sydgond - Nordgond - Khirwar - Maria - Västmuria - Nagarchal - Pardhan - Khonda-Kui - Khond - Manda-Kui |

| Syddravidiska språk |
| --- |
| - Tamil-Kannada - Kannada - Badaga - Holiya - Kannada - Urali - Tamil-Kudagu - Kudagu - Tamil-Malayalam - Malayalam - Aranadan - Kadar - Malapandaram - Malaryan - Malavedan - Malayalam - Paliyan - Paniya - Ravula - Tamil - Irula - Kaikadi - Kurumba Betta - Sholaga - Tamil - Yerukula - Mannan - Toda-Kota - Tulu - Bellari - Kudiya - Koraga - Korraga Korra - Korraga Mudu - Tulu |

| Centraldravidiska språk       |
| ----------------------------- |
| - Kolami-Naiki - Parji-Gadaba |

| Norddravidiska språk                                                       |
| -------------------------------------------------------------------------- |
| - Brahvi - Kumarbhag Paharia - Indisk Kurux - Nepalikurux - Sauria paharia |

| Sydliga centraldravidiska språk |
| --- |
| - Telugu - Manna-Dora - Chenchu - Savara - Telugu - Waddar - Gond-Kui - Gond - Abujmaria - Dandamimaria - Östmuria - Extremvästlig Muria - Sydgond - Nordgond - Khirwar - Maria - Västmuria - Nagarchal - Pardhan - Khonda-Kui - Khond - Manda-Kui |

| Syddravidiska språk |
| --- |
| - Tamil-Kannada - Kannada - Badaga - Holiya - Kannada - Urali - Tamil-Kudagu - Kudagu - Tamil-Malayalam - Malayalam - Aranadan - Kadar - Malapandaram - Malaryan - Malavedan - Malayalam - Paliyan - Paniya - Ravula - Tamil - Irula - Kaikadi - Kurumba Betta - Sholaga - Tamil - Yerukula - Mannan - Toda-Kota - Tulu - Bellari - Kudiya - Koraga - Korraga Korra - Korraga Mudu - Tulu |

| Berberspråk |
| ----------- |
| - Tamazight |

| Tchadspråk |
| ---------- |
| - Hausa    |

| Kushitiska språk |
| ---------------- |

| Egyptiska språk                        |
| -------------------------------------- |
| - Fornegyptiska - Demotiska - Koptiska |

| Omotiska språk |
| -------------- |

| Semitiska språk |
| --- |
| - Östsemitiska språk - Akkadiska - Centralsemitiska språk - Arameiska språk - Västarameiska - Biblisk arameiska - Östarameiska - Nyarameiska (syriska/syrianska) - Sydcentralsemitiska språk - Arabiska språk - Arabiska - Kanaaneiska språk - Hebreiska - Samariska - Ivrit - Sydsemitiska språk - Etiopiska språk - Amhariska - Tigrinja - Tigre - Sydarabiska språk |

| Berberspråk |
| ----------- |
| - Tamazight |

| Tchadspråk |
| ---------- |
| - Hausa    |

| Kushitiska språk |
| ---------------- |

| Egyptiska språk                        |
| -------------------------------------- |
| - Fornegyptiska - Demotiska - Koptiska |

| Omotiska språk |
| -------------- |

| Semitiska språk |
| --- |
| - Östsemitiska språk - Akkadiska - Centralsemitiska språk - Arameiska språk - Västarameiska - Biblisk arameiska - Östarameiska - Nyarameiska (syriska/syrianska) - Sydcentralsemitiska språk - Arabiska språk - Arabiska - Kanaaneiska språk - Hebreiska - Samariska - Ivrit - Sydsemitiska språk - Etiopiska språk - Amhariska - Tigrinja - Tigre - Sydarabiska språk |

| Atlantiska språk       |
| ---------------------- |
| - Wolof - Serer - Fula |

| Benue-Kongospråk |
| --- |
| - Bantuspråk (ca 500) - Zon A (53) - Beti - Fang - Zon B (40) - Zon C (69) - Lingala - Zon D (36) - Zon E (36) - Kikuyu - Kamba - Gusii - Embu - Meru - Zon F (16) - Sukuma - Nyamwesi - Zon G (39) - Swahili - Gogo - Komoriska - Zon H (22) - Kikongo - Yombe - Kituba - Kimbundu - Yaka - Zon J (45) - Nyoro-gandaspråk - Luganda - Chiga - Nyankore - Soga - Haya-jitaspråk - Haya - Luhyaspråk - Luhya - Nandi-konzospråk - Nandi - Shi-havuspråk - Rwanda-rundispråk - Kinyarwanda - Kirundi - Ha - Zon K (27) - Chokwe - Zon L (14) - Songe - Lubaspråk - Luba-kasai - Luba-katanga - Zon M (19) - Nyakyusa-ngonde - Bemba - Tonga - Zon N (13) - Tumbuka - Chichewa - Zon P (23) - Yao - Makonde - Makua - Lomwe - Zon R (12) - Umbundu - Zon S (26) - Shonaspråk - Shona - Manyika - Ndau - Venda - Sotho-tswanaspråk - Sotho - Nordsotho - Setswana - Ngunispråk - Zulu - Xhosa - Nordndebele - Siswati - Tswa-rongaspråk - Tsonga - Tswa - Chopispråk - Yoruba - Igbo |

| Kwaspråk                 |
| ------------------------ |
| - Twi - Akan - Ewe - Gbe |

| Senufospråk |
| ----------- |

| Gurspråk |
| -------- |

| Adamawa-Ubangispråk |
| ------------------- |

| Kruspråk |
| -------- |

| Benue-Kongospråk |
| --- |
| - Bantuspråk (ca 500) - Zon A (53) - Beti - Fang - Zon B (40) - Zon C (69) - Lingala - Zon D (36) - Zon E (36) - Kikuyu - Kamba - Gusii - Embu - Meru - Zon F (16) - Sukuma - Nyamwesi - Zon G (39) - Swahili - Gogo - Komoriska - Zon H (22) - Kikongo - Yombe - Kituba - Kimbundu - Yaka - Zon J (45) - Nyoro-gandaspråk - Luganda - Chiga - Nyankore - Soga - Haya-jitaspråk - Haya - Luhyaspråk - Luhya - Nandi-konzospråk - Nandi - Shi-havuspråk - Rwanda-rundispråk - Kinyarwanda - Kirundi - Ha - Zon K (27) - Chokwe - Zon L (14) - Songe - Lubaspråk - Luba-kasai - Luba-katanga - Zon M (19) - Nyakyusa-ngonde - Bemba - Tonga - Zon N (13) - Tumbuka - Chichewa - Zon P (23) - Yao - Makonde - Makua - Lomwe - Zon R (12) - Umbundu - Zon S (26) - Shonaspråk - Shona - Manyika - Ndau - Venda - Sotho-tswanaspråk - Sotho - Nordsotho - Setswana - Ngunispråk - Zulu - Xhosa - Nordndebele - Siswati - Tswa-rongaspråk - Tsonga - Tswa - Chopispråk - Yoruba - Igbo |

| Kwaspråk                 |
| ------------------------ |
| - Twi - Akan - Ewe - Gbe |

| Senufospråk |
| ----------- |

| Gurspråk |
| -------- |

| Adamawa-Ubangispråk |
| ------------------- |

| Kruspråk |
| -------- |

| Ijoidspråk |
| ---------- |
| - defaka   |

| Mandespråk |
| ---------- |
| - Bambara  |

| Dogonspråk |
| ---------- |

| Kordofanspråk (omstritt) |
| ------------------------ |

| Atlantiska språk       |
| ---------------------- |
| - Wolof - Serer - Fula |

| Benue-Kongospråk |
| --- |
| - Bantuspråk (ca 500) - Zon A (53) - Beti - Fang - Zon B (40) - Zon C (69) - Lingala - Zon D (36) - Zon E (36) - Kikuyu - Kamba - Gusii - Embu - Meru - Zon F (16) - Sukuma - Nyamwesi - Zon G (39) - Swahili - Gogo - Komoriska - Zon H (22) - Kikongo - Yombe - Kituba - Kimbundu - Yaka - Zon J (45) - Nyoro-gandaspråk - Luganda - Chiga - Nyankore - Soga - Haya-jitaspråk - Haya - Luhyaspråk - Luhya - Nandi-konzospråk - Nandi - Shi-havuspråk - Rwanda-rundispråk - Kinyarwanda - Kirundi - Ha - Zon K (27) - Chokwe - Zon L (14) - Songe - Lubaspråk - Luba-kasai - Luba-katanga - Zon M (19) - Nyakyusa-ngonde - Bemba - Tonga - Zon N (13) - Tumbuka - Chichewa - Zon P (23) - Yao - Makonde - Makua - Lomwe - Zon R (12) - Umbundu - Zon S (26) - Shonaspråk - Shona - Manyika - Ndau - Venda - Sotho-tswanaspråk - Sotho - Nordsotho - Setswana - Ngunispråk - Zulu - Xhosa - Nordndebele - Siswati - Tswa-rongaspråk - Tsonga - Tswa - Chopispråk - Yoruba - Igbo |

| Kwaspråk                 |
| ------------------------ |
| - Twi - Akan - Ewe - Gbe |

| Senufospråk |
| ----------- |

| Gurspråk |
| -------- |

| Adamawa-Ubangispråk |
| ------------------- |

| Kruspråk |
| -------- |

| Benue-Kongospråk |
| --- |
| - Bantuspråk (ca 500) - Zon A (53) - Beti - Fang - Zon B (40) - Zon C (69) - Lingala - Zon D (36) - Zon E (36) - Kikuyu - Kamba - Gusii - Embu - Meru - Zon F (16) - Sukuma - Nyamwesi - Zon G (39) - Swahili - Gogo - Komoriska - Zon H (22) - Kikongo - Yombe - Kituba - Kimbundu - Yaka - Zon J (45) - Nyoro-gandaspråk - Luganda - Chiga - Nyankore - Soga - Haya-jitaspråk - Haya - Luhyaspråk - Luhya - Nandi-konzospråk - Nandi - Shi-havuspråk - Rwanda-rundispråk - Kinyarwanda - Kirundi - Ha - Zon K (27) - Chokwe - Zon L (14) - Songe - Lubaspråk - Luba-kasai - Luba-katanga - Zon M (19) - Nyakyusa-ngonde - Bemba - Tonga - Zon N (13) - Tumbuka - Chichewa - Zon P (23) - Yao - Makonde - Makua - Lomwe - Zon R (12) - Umbundu - Zon S (26) - Shonaspråk - Shona - Manyika - Ndau - Venda - Sotho-tswanaspråk - Sotho - Nordsotho - Setswana - Ngunispråk - Zulu - Xhosa - Nordndebele - Siswati - Tswa-rongaspråk - Tsonga - Tswa - Chopispråk - Yoruba - Igbo |

| Kwaspråk                 |
| ------------------------ |
| - Twi - Akan - Ewe - Gbe |

| Senufospråk |
| ----------- |

| Gurspråk |
| -------- |

| Adamawa-Ubangispråk |
| ------------------- |

| Kruspråk |
| -------- |

| Ijoidspråk |
| ---------- |
| - defaka   |

| Mandespråk |
| ---------- |
| - Bambara  |

| Dogonspråk |
| ---------- |

| Kordofanspråk (omstritt) |
| ------------------------ |

| Nilo-sahariska språk |
| -------------------- |

| Nordliga khoisanspråk |
| --------------------- |
| - Judialektgruppen    |

| Centrala khoisanspråk (khoespråk)                            |
| ------------------------------------------------------------ |
| - Khoekhoespråk - Nama - Tshu-khwespråk - Sandawe (omstritt) |

| Sydliga khoisanspråk |
| -------------------- |
| - !Xóõ               |

| Nordliga khoisanspråk |
| --------------------- |
| - Judialektgruppen    |

| Centrala khoisanspråk (khoespråk)                            |
| ------------------------------------------------------------ |
| - Khoekhoespråk - Nama - Tshu-khwespråk - Sandawe (omstritt) |

| Sydliga khoisanspråk |
| -------------------- |
| - !Xóõ               |

| Mon-khmerspråk                                                   |
| ---------------------------------------------------------------- |
| - Östliga monkhmerspråk - Khmer - Vietmuongspråk - Vietnamesiska |

| Mundaspråk |
| ---------- |

| Mon-khmerspråk                                                   |
| ---------------------------------------------------------------- |
| - Östliga monkhmerspråk - Khmer - Vietmuongspråk - Vietnamesiska |

| Mundaspråk |
| ---------- |

| Hmongspråk (Miao-) |
| --- |
| - ? 'Gelo' - Northern Hmong - Xiangxi Miao (Red Miao) - Western Hmong - Libo Miao - Weining Miao - Yi Miao - Hmong proper (includes Hmong Njua (Blue/Green Miao), Hmong Daw (White Miao), and Magpie Miao) - Central Hmong - Qiandong Miao (Black Miao) - Longli Miao - East Guizhou - Patengic - Pa-Hng - Yongcong |

| Mienspråk (Yao-)             |
| ---------------------------- |
| - Iu Mien - Kim Mun - Ba Pai |

| Hmongspråk (Miao-) |
| --- |
| - ? 'Gelo' - Northern Hmong - Xiangxi Miao (Red Miao) - Western Hmong - Libo Miao - Weining Miao - Yi Miao - Hmong proper (includes Hmong Njua (Blue/Green Miao), Hmong Daw (White Miao), and Magpie Miao) - Central Hmong - Qiandong Miao (Black Miao) - Longli Miao - East Guizhou - Patengic - Pa-Hng - Yongcong |

| Mienspråk (Yao-)             |
| ---------------------------- |
| - Iu Mien - Kim Mun - Ba Pai |

| Formosiska språk |
| --- |
| - Atayalic (2 språk) - Bunun (1 språk) - Östformosiska (5) - Paiwanic (2) - Paiwan (1) - Nordvästformosiska (1) - Puyuma (1) - Rukai (1) - Tsouic (3) - Västra slätternas språk (2) - oklassificerade språk (1) |

| Västliga malajo-polynesiska språk |
| --- |
| - Sunda-Sulawesi-språk (166 språk) - Bali-Sasak (3 språk) - Chamorro (1) - Gayo (1) - Javanesiska språk (5) - Javanesiska - Lampungic (9) - Maduresiska (2) - Malajiska språk (17) - Sulawesi-språk (114) - Sumatra-språk (12) - Sundanesiska språk (2) - Sundanesiska - Borneo-filippinska språk (317) - Barito (27) - Malagasy - Ngaju Dayak - Kayan-Murik (17) - Land-Dayak (16) - Mesofilippinska språk (61) - Centralfilippinska språk (47) - Bikol-språk - Tagalog-språk - Tagalog - Filipino - Bisaya-språk - Cebuano - Kalamian (3) - Palawano (7) - Syd-Mangayan (4) - Nordfilippinska språk (72) - Nordvästra Borneospråk (84) - Palauan (1) - Punan-Nibong (2) - Sama-Bajaw (9) - Sydliga Mindanaospråk (5) - Sydfilippinska språk (23) |

| Central-östliga malajo-polynesiska språk |
| --- |
| - Centrala malajo-polynesiska språk (168) - Aru (14) - Babarspråk (11) - Bima-Sumbaspråk (27) - Centralmoluckiska språk (55) - Sydöstmoluckiska språk (5) - Nordliga Bomberaispråk (4) - Sydliga Bomberaispråk (1) - Sydlig bomberai (1) - Teor-Kur-språk (2) - Timoresiska språk (48) - Tetum - Västliga Damarspråk (1) - Östliga malajo-polynesiska språk (539) - Oceaniska språk (498) - Sydhalmaheriska-Västpapuanska språk (41) - Sydhalmaheriska språk - Västpapuanska språk |

| Västliga malajo-polynesiska språk |
| --- |
| - Sunda-Sulawesi-språk (166 språk) - Bali-Sasak (3 språk) - Chamorro (1) - Gayo (1) - Javanesiska språk (5) - Javanesiska - Lampungic (9) - Maduresiska (2) - Malajiska språk (17) - Sulawesi-språk (114) - Sumatra-språk (12) - Sundanesiska språk (2) - Sundanesiska - Borneo-filippinska språk (317) - Barito (27) - Malagasy - Ngaju Dayak - Kayan-Murik (17) - Land-Dayak (16) - Mesofilippinska språk (61) - Centralfilippinska språk (47) - Bikol-språk - Tagalog-språk - Tagalog - Filipino - Bisaya-språk - Cebuano - Kalamian (3) - Palawano (7) - Syd-Mangayan (4) - Nordfilippinska språk (72) - Nordvästra Borneospråk (84) - Palauan (1) - Punan-Nibong (2) - Sama-Bajaw (9) - Sydliga Mindanaospråk (5) - Sydfilippinska språk (23) |

| Central-östliga malajo-polynesiska språk |
| --- |
| - Centrala malajo-polynesiska språk (168) - Aru (14) - Babarspråk (11) - Bima-Sumbaspråk (27) - Centralmoluckiska språk (55) - Sydöstmoluckiska språk (5) - Nordliga Bomberaispråk (4) - Sydliga Bomberaispråk (1) - Sydlig bomberai (1) - Teor-Kur-språk (2) - Timoresiska språk (48) - Tetum - Västliga Damarspråk (1) - Östliga malajo-polynesiska språk (539) - Oceaniska språk (498) - Sydhalmaheriska-Västpapuanska språk (41) - Sydhalmaheriska språk - Västpapuanska språk |

| Formosiska språk |
| --- |
| - Atayalic (2 språk) - Bunun (1 språk) - Östformosiska (5) - Paiwanic (2) - Paiwan (1) - Nordvästformosiska (1) - Puyuma (1) - Rukai (1) - Tsouic (3) - Västra slätternas språk (2) - oklassificerade språk (1) |

| Västliga malajo-polynesiska språk |
| --- |
| - Sunda-Sulawesi-språk (166 språk) - Bali-Sasak (3 språk) - Chamorro (1) - Gayo (1) - Javanesiska språk (5) - Javanesiska - Lampungic (9) - Maduresiska (2) - Malajiska språk (17) - Sulawesi-språk (114) - Sumatra-språk (12) - Sundanesiska språk (2) - Sundanesiska - Borneo-filippinska språk (317) - Barito (27) - Malagasy - Ngaju Dayak - Kayan-Murik (17) - Land-Dayak (16) - Mesofilippinska språk (61) - Centralfilippinska språk (47) - Bikol-språk - Tagalog-språk - Tagalog - Filipino - Bisaya-språk - Cebuano - Kalamian (3) - Palawano (7) - Syd-Mangayan (4) - Nordfilippinska språk (72) - Nordvästra Borneospråk (84) - Palauan (1) - Punan-Nibong (2) - Sama-Bajaw (9) - Sydliga Mindanaospråk (5) - Sydfilippinska språk (23) |

| Central-östliga malajo-polynesiska språk |
| --- |
| - Centrala malajo-polynesiska språk (168) - Aru (14) - Babarspråk (11) - Bima-Sumbaspråk (27) - Centralmoluckiska språk (55) - Sydöstmoluckiska språk (5) - Nordliga Bomberaispråk (4) - Sydliga Bomberaispråk (1) - Sydlig bomberai (1) - Teor-Kur-språk (2) - Timoresiska språk (48) - Tetum - Västliga Damarspråk (1) - Östliga malajo-polynesiska språk (539) - Oceaniska språk (498) - Sydhalmaheriska-Västpapuanska språk (41) - Sydhalmaheriska språk - Västpapuanska språk |

| Västliga malajo-polynesiska språk |
| --- |
| - Sunda-Sulawesi-språk (166 språk) - Bali-Sasak (3 språk) - Chamorro (1) - Gayo (1) - Javanesiska språk (5) - Javanesiska - Lampungic (9) - Maduresiska (2) - Malajiska språk (17) - Sulawesi-språk (114) - Sumatra-språk (12) - Sundanesiska språk (2) - Sundanesiska - Borneo-filippinska språk (317) - Barito (27) - Malagasy - Ngaju Dayak - Kayan-Murik (17) - Land-Dayak (16) - Mesofilippinska språk (61) - Centralfilippinska språk (47) - Bikol-språk - Tagalog-språk - Tagalog - Filipino - Bisaya-språk - Cebuano - Kalamian (3) - Palawano (7) - Syd-Mangayan (4) - Nordfilippinska språk (72) - Nordvästra Borneospråk (84) - Palauan (1) - Punan-Nibong (2) - Sama-Bajaw (9) - Sydliga Mindanaospråk (5) - Sydfilippinska språk (23) |

| Central-östliga malajo-polynesiska språk |
| --- |
| - Centrala malajo-polynesiska språk (168) - Aru (14) - Babarspråk (11) - Bima-Sumbaspråk (27) - Centralmoluckiska språk (55) - Sydöstmoluckiska språk (5) - Nordliga Bomberaispråk (4) - Sydliga Bomberaispråk (1) - Sydlig bomberai (1) - Teor-Kur-språk (2) - Timoresiska språk (48) - Tetum - Västliga Damarspråk (1) - Östliga malajo-polynesiska språk (539) - Oceaniska språk (498) - Sydhalmaheriska-Västpapuanska språk (41) - Sydhalmaheriska språk - Västpapuanska språk |

| Australiska språk |
| ----------------- |

| hlaispråk                         |
| --------------------------------- |
| - jiamao (Hainan) - hlai (Hainan) |

| geyanspråk |
| --- |
| - yerong (Fastlandskina) - gelao (Vietnam) - lachi (Vietnam) - vit lachi (Vietnam) - buyang (Fastlandskina) - cun (Hainan) - en (Vietnam) - qabiao (Vietnam) - laqua (Vietnam) - laha (Vietnam) |

| kam-taispråk |
| --- |

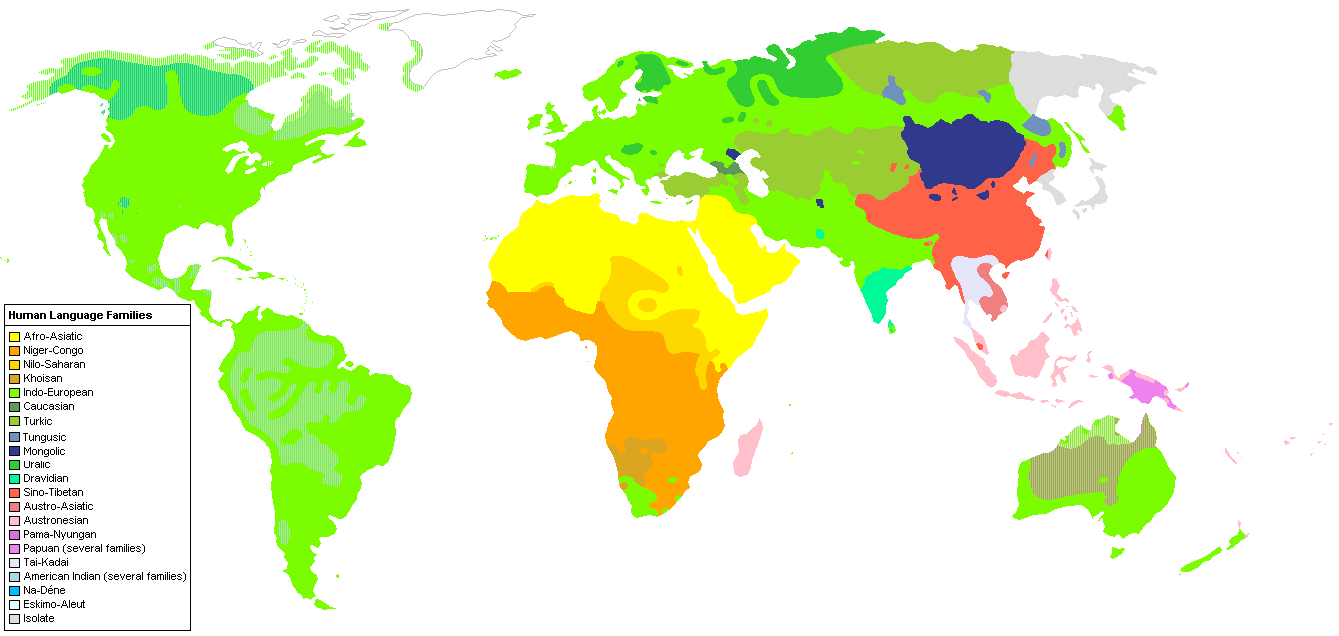
Fördelning av stora språkfamiljer.

| - be-taispråk - be (Hainan) - taispråk - saek (Laos) - lakkia-kam-suispråk - lakkia-biaospråk (Fastlandskina) - lakkia - biao - kam-suispråk (Fastlandskina) - ai-cham - cao miao - nordlig dong - sydlig dong - kang - mak - mulam - maonan - sui - t'en |

| hlaispråk                         |
| --------------------------------- |
| - jiamao (Hainan) - hlai (Hainan) |

| geyanspråk |
| --- |
| - yerong (Fastlandskina) - gelao (Vietnam) - lachi (Vietnam) - vit lachi (Vietnam) - buyang (Fastlandskina) - cun (Hainan) - en (Vietnam) - qabiao (Vietnam) - laqua (Vietnam) - laha (Vietnam) |

| kam-taispråk |
| --- |
| - be-taispråk - be (Hainan) - taispråk - saek (Laos) - lakkia-kam-suispråk - lakkia-biaospråk (Fastlandskina) - lakkia - biao - kam-suispråk (Fastlandskina) - ai-cham - cao miao - nordlig dong - sydlig dong - kang - mak - mulam - maonan - sui - t'en |

| Eskimåiska språk |
| --- |
| - Inuitspråk - Inuktitut - Iñupiaq - Inuinnaqtun - Egentlig inuktitut - Kalaallisut (Grönländska) - Inuktun - Inupiatun - Inuvialuktun - Yupik-Yuitspråk - Yupik - Yuit |

| Aleutiska |
| --------- |

| Eskimåiska språk |
| --- |
| - Inuitspråk - Inuktitut - Iñupiaq - Inuinnaqtun - Egentlig inuktitut - Kalaallisut (Grönländska) - Inuktun - Inupiatun - Inuvialuktun - Yupik-Yuitspråk - Yupik - Yuit |

| Aleutiska |
| --------- |

| Storandamanesiska språk |
| --- |
| - Sydliga storandamanesiska språk - Aka-Bea - Akar-Bale - Centrala storandamanesiska språk - Aka-Kede - Aka-Kol - Oko-Juwoi - A-Pucikwar - Nordliga storandamanesiska språk - Aka-Cari - Aka-Kora - Aka-Jeru - Aka-Bo |

| Onganspråk      |
| --------------- |
| - Önge - Jarawa |

| Sentinelesiska |
| -------------- |

| Storandamanesiska språk |
| --- |
| - Sydliga storandamanesiska språk - Aka-Bea - Akar-Bale - Centrala storandamanesiska språk - Aka-Kede - Aka-Kol - Oko-Juwoi - A-Pucikwar - Nordliga storandamanesiska språk - Aka-Cari - Aka-Kora - Aka-Jeru - Aka-Bo |

| Onganspråk      |
| --------------- |
| - Önge - Jarawa |

| Sentinelesiska |
| -------------- |

| Na-denespråk |
| ------------ |

| Algiska språk |
| ------------- |

| Uto-aztekiska språk |
| ------------------- |

| Oto-mangueanska språk |
| --------------------- |

| Andisk-ekvatoriala språk |
| ------------------------ |

| Ge-pano-karibiska språk |
| ----------------------- |

| Isolatspråk |
| --- |
| - Ainu - Baskiska - Burushaski - Elamitiska (utdött språk) - Etruskiska (utdött språk) - Japanska (omstritt) - Kiowa - Koreanska (omstritt) - Laal - Mapudungun - Tonkawa - Sumeriska (utdött språk) |

| Hjälpspråk                                                            |
| --------------------------------------------------------------------- |
| - Basic English - Esperanto - Ido - Interlingua - Occidental - Slovio |

| Fiktiva språk                                                                        |
| ------------------------------------------------------------------------------------ |
| - Atlantiska - Klingon/Klingonska - Klingonaase - Sindarin - Quenya - Mandalorianska |

| Hjälpspråk                                                            |
| --------------------------------------------------------------------- |
| - Basic English - Esperanto - Ido - Interlingua - Occidental - Slovio |

| Fiktiva språk                                                                        |
| ------------------------------------------------------------------------------------ |
| - Atlantiska - Klingon/Klingonska - Klingonaase - Sindarin - Quenya - Mandalorianska |

| Teckenspråk |
| --- |
| - Svenskt teckenspråk - Amerikanskt teckenspråk - Brittiskt teckenspråk - Isländskt teckenspråk - Nicaraguanskt teckenspråk - Norskt teckenspråk |

| Omstridda språkfamiljer |
| --- |
| - Eurasiatiska språk - Nostratiska språk - Austriska språk - Amerindiska språk - Indo-pacifiska språk - Dene-kaukasiska språk - Ural-altaiska språk |